# Île Saint-Joseph
Die Insel Île Saint-Joseph liegt vor der Küste von Französisch-Guayana in Südamerika und gehört zur Gruppe der Îles du Salut. Die heute unbewohnte Insel wurde seit der Mitte des 19. Jahrhunderts als Gefängnis und Irrenanstalt genutzt. Aufgrund der hohen Sterblichkeit der hierher verbannten Insassen erhielt das Eiland die Beinamen Insel der Ruhe oder Trockene Guillotine.
Heute befindet sich auf der Insel ein Außenposten der Fremdenlegion. Touristen können auf  Saint-Joseph die überwucherten Ruinen der Gefängnisgebäude und den Friedhof der Gefängnisverwaltung der Îles du Salut besichtigen.

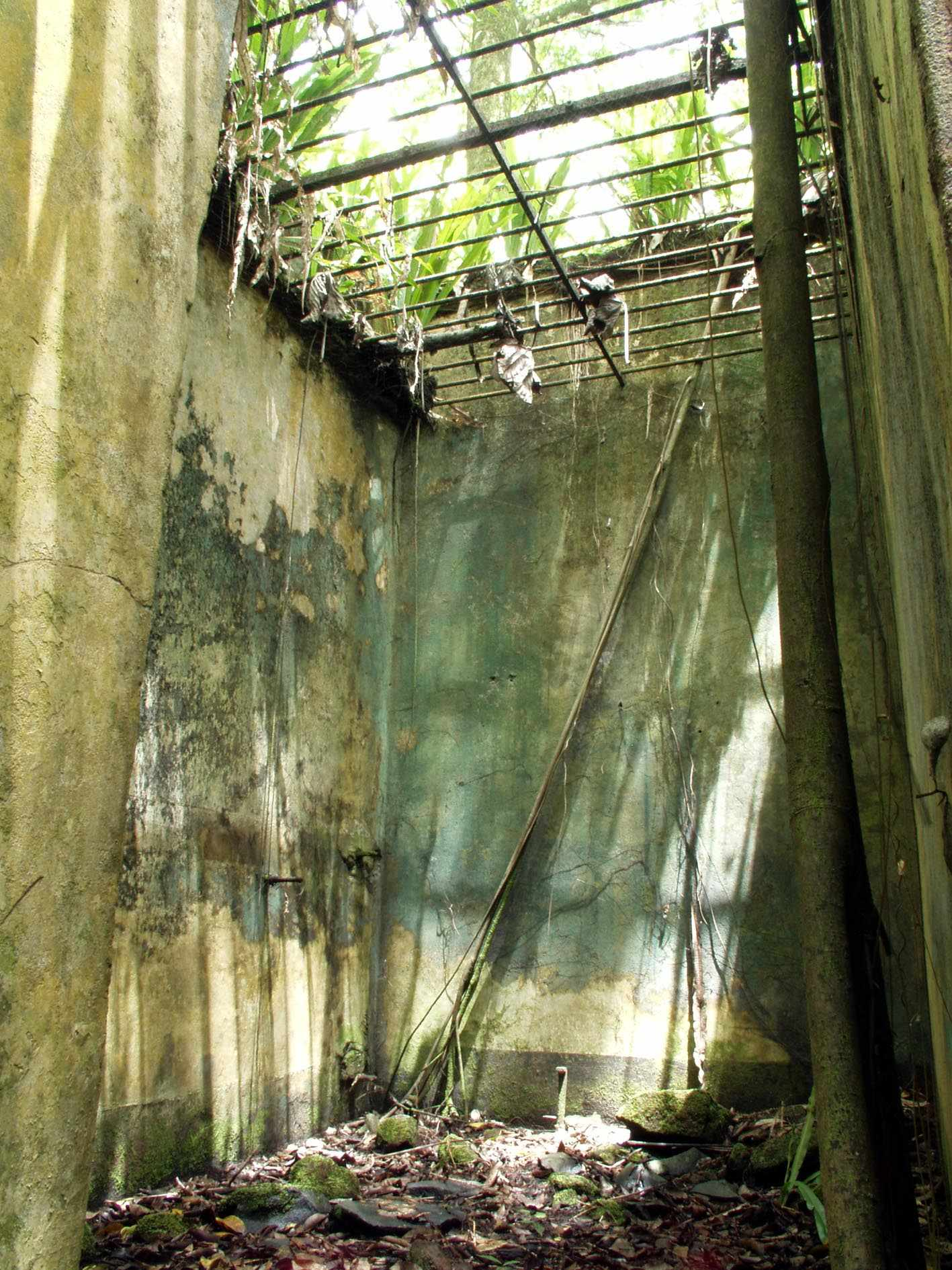
Gefängniszelle
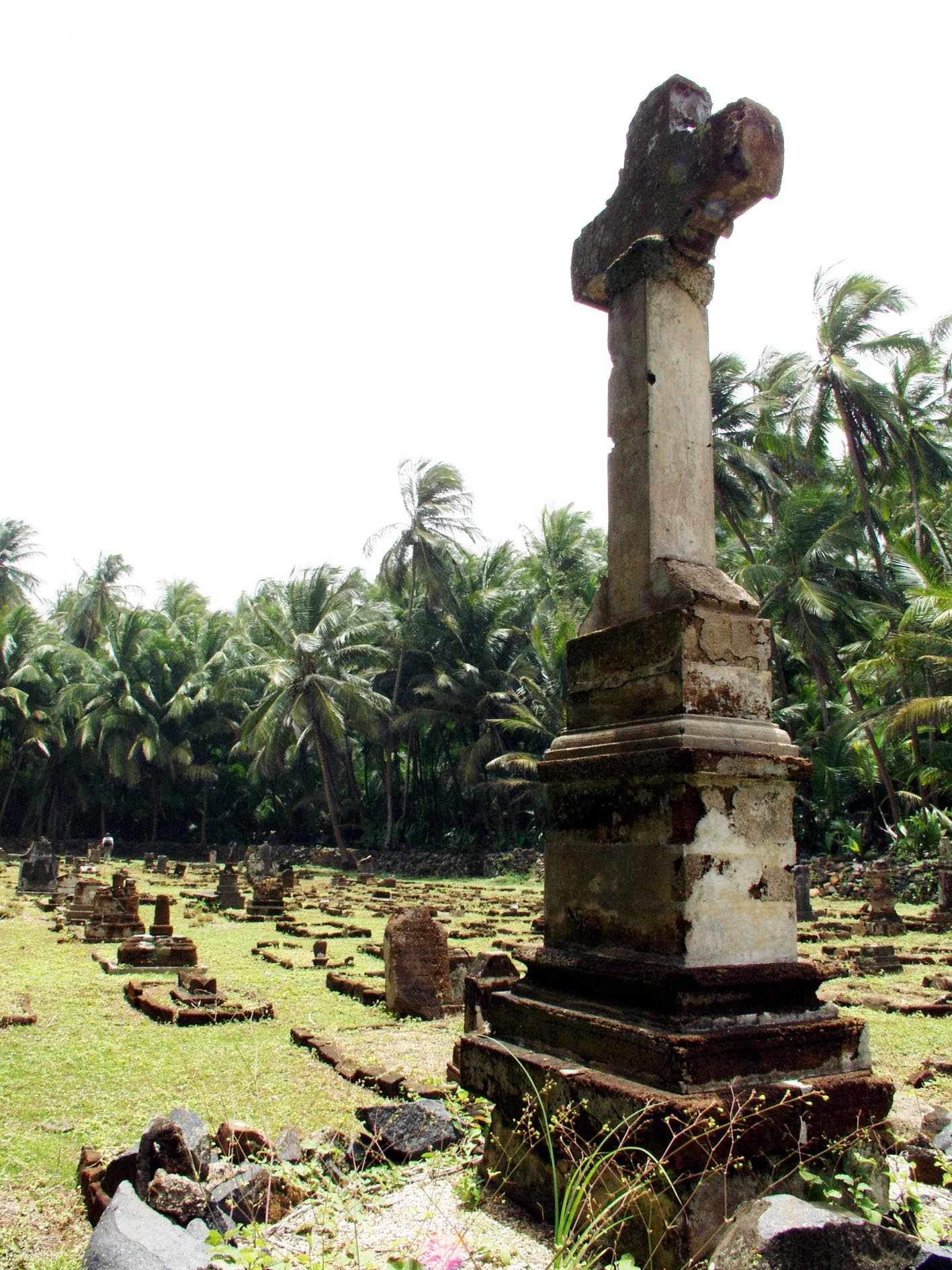
Friedhof